# 6-я армия (Германская империя)
Не следует путать с 6-й немецкой армией во Второй мировой войне
6-я армия (нем. 6. Armee) — германская армия, принимавшая участие в Первой мировой войне.

## Боевой путь
6-я армия участвовала в Пограничном сражении. Особенно части армии отличились при боях в Лотарингии. К 25 августу войскам 6-й и 7-й германских армий удалось полностью отбросить французов к их исходным позициям. После установления позиционного фронта части 6-й армии занимали позиции в Северной Франции. Подразделения 6-й армии подверглись первой газовой атаке британских войск в первой мировой войне (24 сентября 1915 года). Также части армии участвовали в отражении наступления английских и канадских войск в 1917 году.

## Командующие
- Рупрехт Баварский
- Людвиг фон Фалькенхаузен
- Отто фон Белов
- Фердинанд фон Кваст